# Arab tahr
Az arab tahr (Arabitragus jayakari) az emlősök (Mammalia) osztályának párosujjú patások (Artiodactyla) rendjébe, ezen belül a tülkösszarvúak (Bovidae) családjába és a kecskeformák (Caprinae) alcsaládjába tartozó faj.
Nemének az egyetlen faja.

## Rendszertani besorolása
Az ománi arab tahrt (Arabitragus jayakari) és az indiai nilgiri tahrt (Nilgiritragus hylocrius) korábban a sörényes tahrral együtt a Hemitragus emlősnembe sorolták. Manapság viszont a két előbbi faj külön-külön nembe került át. Tudományos neve a Maszkat vidékén 1870 és 1900 között zoológiai és nyelvészeti kutatásokat végző indiai orvos és katonatiszt, A.S.G. Jayakar emlékét őrzi.

## Előfordulása
Kizárólag Omán északi részének hegyvidéki területein és az Egyesült Arab Emírségek ománi határvidékén él a Hormuzi-szorostól nagyjából a Szúr városától délre eső Kahván-hegységig, azonban az állomány meglehetősen ritka az északi, muszandami, bátinai és emirátusi területeken. Az arab tahrok zöme Nahl városa környékén, a külön tahrok védelmére Maszkattól 45 kilométerre létrehozott Vádi sz-Szarín Rezervátumban, illetve a Kahván-hegységben él. Élőhelyéül 1000–1800 méteres tengerszint feletti magasságon levő, északi lejtők szolgálnak, ahol változatos a növényzet, az időjárás hűvösebb, az esők pedig gyakoribbak.

## Megjelenése
Nemének legkisebb faja: testtömege 17-40 kilogrammos, marmagassága körülbelül 60 centiméteres, míg rokonai közel kétszer ekkorára nőnek. Mindkét nem tömzsi felépítésű és hátraívelő szarvakat visel, de a bakok rendszerint nagyobbak, szarvaik pedig hosszabbak és vastagabbak. A vörösesbarna szőrzet hosszú és bozontos, a háton sötét csík fut végig. A bakoknak vörös lábpamacsaik vannak és sörényt viselnek hátukon, amely az idő előrehaladtával egyre nagyobbra nő. Az idős bakok szakálla is hosszú, az eleve fekete pofa és a szem körüli csíkok pedig besötétednek. A tahr patája rugalmas, hogy jobb kapaszkodást biztosítson a sziklás lejtőkön. Az arab tahr enyhébb időkből hátramaradt reliktumfaj, mivel a száraz és forró, sivatagos körülményekhez nem igazán alkalmazkodott.

## Életmódja
Az arab tahrok a nagy csordákat alkotó másik két tahrfajjal ellentétben magányosan vagy két-három egyedből álló családokban élnek – ez utóbbiak egy nőstényből és gidájából, illetve olykor egy hozzájuk csapódó bakból állnak. A bakok territoriálisak, területük határát trágyakupacokkal, vizelettel, mellkasi mirigyváladékukkal, a talaj és növények kaparásával jelölik. A tahr kora reggel és késő délután aktív, a nap legforróbb óráit árnyékban pihenve tölti. Viszonylag hosszú időt kibír ivás nélkül, ha megfelelő mennyiségű növény áll a rendelkezésre, egyébként két-háromnaponta keresi fel az itatókat. Táplálékául különféle levelek, fűfélék, magvak és gyümölcsök szolgálnak.

## Szaporodása
A vadonban szeptembertől novemberig tart a párzási időszak, de termékenyebb években, ha korán hullik a csapadék, egy másodlagos időszakra is sor kerülhet februárban. A fogságban tartott tahrok egész évben szaporodnak. A bakok a párzási idényben nagy távolságokat tesznek meg, hogy megtermékenyíthető nőstényekre bukkanjanak. 140-145 napig tartó vemhességet követően egy gida jön világra, aki 2-3 évig anyja mellett marad. Fogságban akár 22 évig is élhetnek.

## Természetvédelmi helyzete
Példányszáma rejtőzködő életmódja és lakhelyének megközelíthetetlensége miatt nehezen megbecsülhető, de általában kétezer körülire teszik, az egyes populációk ráadásul elszigeteltek egymástól. Bár a védelmi intézkedések hatására egyes helyeken az állományok növekedésnek indultak, a szakemberek összességében csökkenő tendenciát mutatnak ki. A legnagyobb veszélyt lakhelyük elvesztése jelenti a tahrokra nézve, a védett területeken kívül pedig orvvadászat fenyegeti őket. A nagy számban tartott kecskék egyes betegségei is megtámadhatják a tahrokat, akik a túlzott legeltetésnek is kárát látják. A súlyos szárazságok is megtizedelik az állományokat.
Az arab tahr Kábúsz ománi szultán 1976-os rendeletének köszönhetően Ománban védettséget élvez. 1975-ben külön a faj védelmére Maszkattól 45 kilométerre délre a Vádi sz-Szarín vízgyűjtőjében egy 200 km²-es rezervátumot hoztak létre, amelyet a helyi beduin törzsek közül toborzott felügyelők védelmére bíztak. A felügyelők hatásköre az évek folyamán 2,350 km²-es területre terjedt ki. A későbbiekben a tahrok teljes élőhelyén kutatócsapatokat állítottak fel az állatok felkutatására és védelmére, bizonyos helyeken pedig megtiltották a háziállatok legeltetését. Bajt al-Baraka városában az ománi emlősöket fogságban szaporító központban tahrokat is igyekeznek tenyészteni, de ez a vártnál nehezebbnek bizonyul, így eddig nem történt visszatelepítés a vadonba. A tahr jövőjét további kutatásokkal, új természetvédelmi területek létrehozásával, a védelmi intézkedések szigorításával és visszatelepítésekkel kívánják biztosítani. Az Egyesült Arab Emírségekben Sárika területén működik egy tenyésztőközpont Arábia veszélyeztetett állatai számára, ahol tahrokat is tartanak.